# Biserica romano-catolică din Vatra Dornei

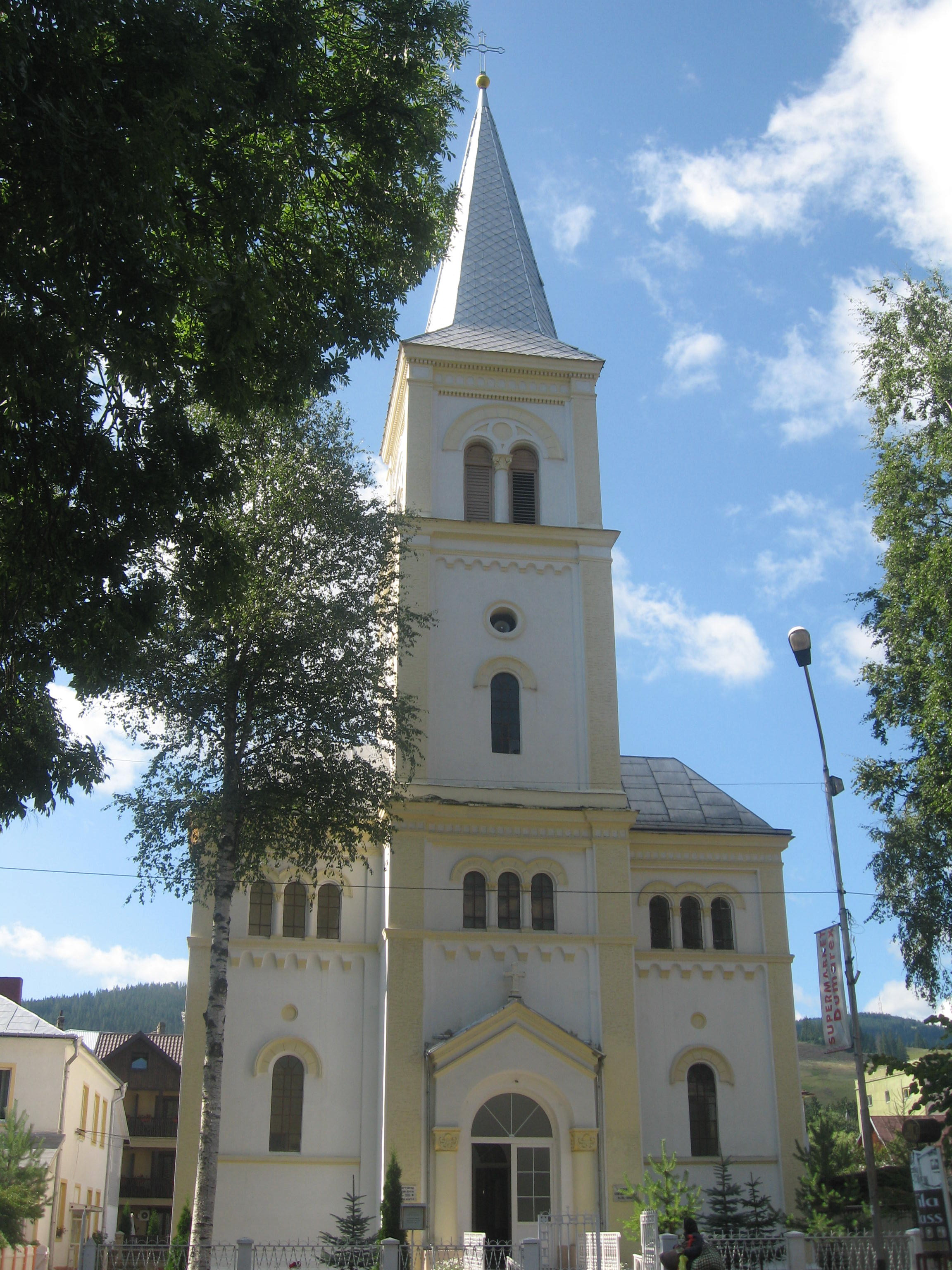
Biserica romano-catolică din Vatra Dornei

Biserica „Schimbarea la Față a lui Isus” din Vatra Dornei este o biserică romano-catolică construită în anul 1905 în orașul Vatra Dornei (județul Suceava). Ea se află pe str. Mihai Eminescu nr. 7, în centrul orașului, în apropiere de primărie. 
Ea a fost construită pe locul unde s-a aflat anterior o biserică de lemn, care fusese mutată în 1895 în cimitirul catolic și transformată în capelă mortuară. Hramul bisericii este Schimbarea la Față a lui Isus și se sărbătorește la 6 august.

## Istoricul bisericii

### Formarea comunității catolice din Vatra Dornei

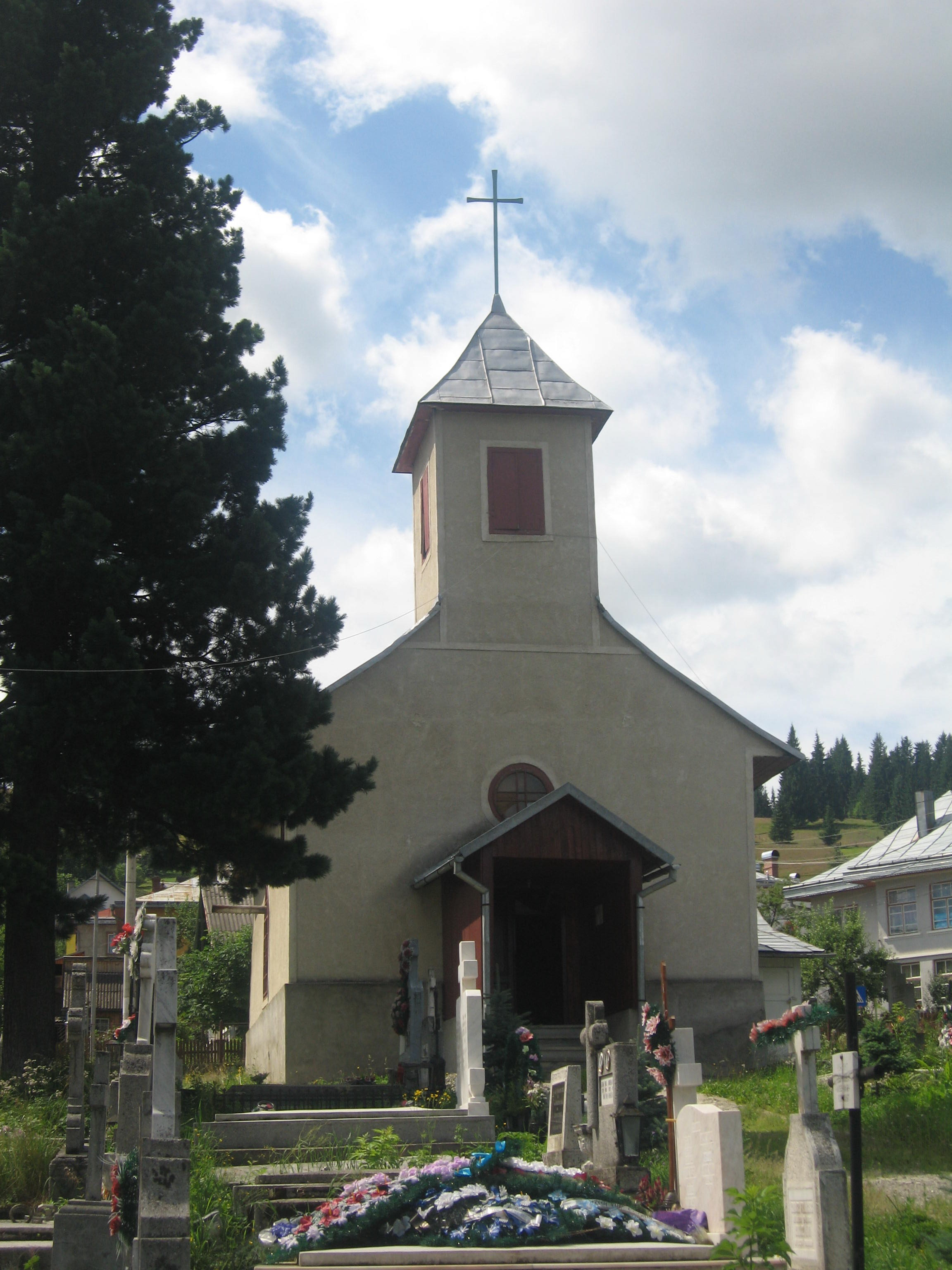
Capela din cimitir, care a fost prima biserică romano-catolică din Vatra Dornei (construită în 1850)

În anul 1775, ca urmare a atitudinii de neutralitate pe care a avut-o în timpul conflictului militar dintre Turcia și Rusia (1768-1774), Imperiul Habsburgic (Austria de astăzi) a primit o parte din teritoriul Moldovei de nord. Regiunea aceasta este bogată în fagi, de aici provenind și denumirea de Bucovina (Țara Fagilor) pe care i-au dat-o austriecii. 
Ocupanții austrieci au trimis în Bucovina diverși angajați ai statului: funcționari și muncitori din Boemia, Moravia și Slovacia și care s-au stabilit aici. Marea majoritate a acestor coloniști era de religie romano-catolică. La 1 noiembrie 1786, printr-o dispoziție imperială, parohiile romano-catolice din Bucovina sunt încadrate în jurisdicția Arhiepiscopiei de Lemberg. La 1 aprilie 1796 Sfântul Scaun a aprobat această rearondare a parohiilor din Bucovina, iar la 11 aprilie 1796 aceste parohii au fost scoase din jurisdicția Episcopiei de Bacău.
În primii ani de după anexare, s-au stabilit câteva familii catolice și în satul Vatra Dornei, situat la confluența râurilor Dorna și Bistrița Aurie, la o altitudine de circa 800 m. Mica comunitate catolică din Vatra Dornei s-a aflat sub îngrijirea spirituală a Parohiei Câmpulung (până în 1811) și apoi a Parohiei Iacobeni (în perioada 1811-1911). Orașul a cunoscut o dezvoltare rapidă, datorită descoperirii izvoarelor de ape minerale (1806), mai ales feruginoase, tămăduitoare ale diferitelor boli ale aparatului circulator.
În anul 1850 s-a construit o primă biserică, în care se adunau catolicii din Vatra Dornei pentru a participa la săvârșirea slujbelor religioase. Aceasta era construită din lemn și se afla pe locul actualei biserici romano-catolice. Cu timpul, ca urmare a creșterii considerabile a numărului catolicilor, biserica de lemn s-a dovedit a fi neîncăpătoare. 
Astfel, a apărut necesitatea de a se construi o biserică mai mare. Vechiul lăcaș de cult a fost demontat și mutat în anul 1895 în cimitirul catolic din Vatra Dornei, el servind astăzi drept capelă mortuară.

### Construirea bisericii actuale
Actuala biserică parohială a fost construită între anii 1895-1905, pe locul unde se aflase biserica veche. Lucrările au fost începute în anul 1895, ele fiind finalizate în 1905. Biserica a fost sfințită în 1905 și s-a stabilit ca hramul lăcașului de cult să fie sărbătoarea "Schimbarea la Față a Domnului nostru Isus Cristos" (6 august). Edificiul a fost construit în stil roman simplu, cu unele adăugiri în stil gotic. El are trei nave și următoarele dimensiuni: lungime - 25 m, lățime - 14 m și înălțime - 35 m.
La începutul secolului al XX-lea, ca urmare a construirii căii ferate ce făcea legătura între Câmpulung Moldovenesc și Vatra Dornei (1899-1902), au sosit aici numeroși muncitori feroviari de etnie germană, poloneză și ucraineană. Astfel, numărul credincioșilor din zonă a crescut în medie cu 40-50%. Un recensământ efectuat la 11 februarie 1907 a numărat în Vatra Dornei 907 persoane, aparținând etniilor germane (majoritatea), poloneze și ucrainene, alături de credincioșii de origine română.
Având în vedere numărul mare de credincioși, preoții din Iacobeni făceau din ce în ce mai greu față cerințelor acestor enoriași. Devenise necesar ca un preot să stea permanent în mijlocul credincioșilor din Vatra Dornei. Astfel, în anul 1911, la cererea credincioșilor din Vatra Dornei, Józef Bilczewski, arhiepiscopul de Lemberg (1900-1923), a hotărât desprinderea comunității catolice dornene din Parohia Iacobeni și înființarea Parohiei Vatra Dornei. Primul paroh a fost desemnat pr. Joseph Ettmayr, care a sosit aici la 12 august 1913.
Izbucnirea Primului Război Mondial (1914) a transformat Bucovina în treatru de război între armatele germane și austriece pe de o parte și cele rusești și românești pe de altă parte. Bombardamentul de artilerie din 17 iulie 1917 a avariat biserica. Câteva obuze de artilerie au lovit biserica în plin, patru dintre ele fiind vizibile și astăzi în partea superioară de răsărit a bisericii. În acele vremuri, biserica a fost păstorită cu tact de preotul paroh Julius Weber (1915-1929), care a îndeplinit pentru o perioadă și funcția de primar interimar al orașului (1917-1918).

### Situația parohiei în perioada interbelică

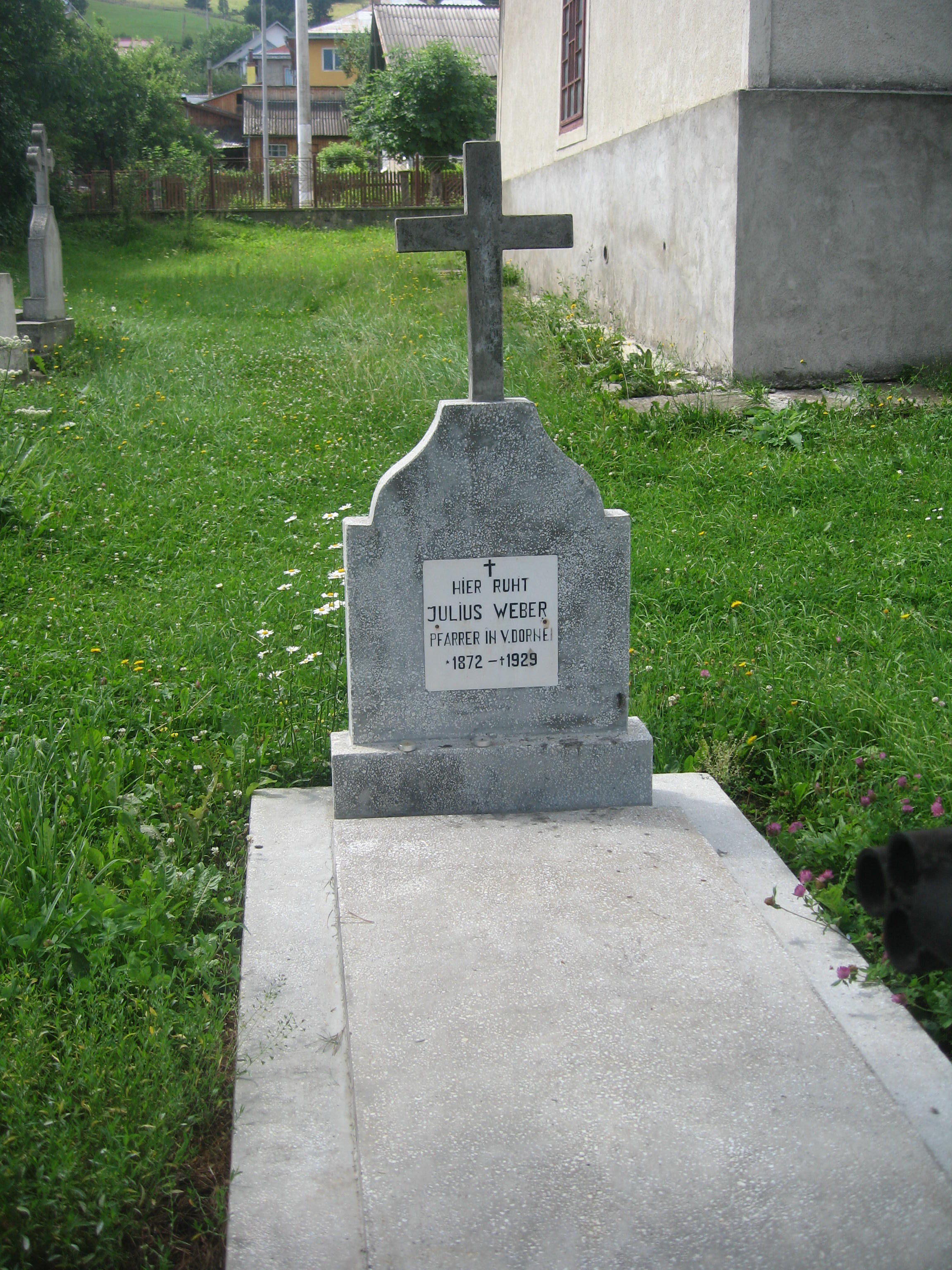
Mormântul parohului Julius Weber din cimitirul catolic

Destrămarea Austro-Ungariei și Unirea Bucovinei cu România din noiembrie 1918 au produs unele schimbări în organizarea bisericească. Odată cu trecerea Bucovinei sub administrație românească, s-au reglementat noi relații între Regatul României și Vatican. Pentru administrarea noilor teritorii unite cu România, Vaticanul l-a desemnat pe ES Józef Bilczewski (1860-1923), arhiepiscop de Liov (1900-1923), ca administrator apostolic al Bucovinei. În anul 1921, statul papal a înființat un Vicariat general în Bucovina (cu sediul la Cernăuți), care a fost condus de pr. Josef Schmidt.
După moartea parohului Julius Weber (în 1929), Parohia Vatra Dornei a fost condusă de parohii Francisc Gaschler (1929-1937) și Adolf Botkowski (1937-1940). Preotul Botkowski a construit actuala casă parohială, aflată lângă biserică, până atunci preoții fiind nevoiți să locuiască într-o clădire provizorie aflată mai departe de lăcașul de cult.
Comunitatea catolică din Parohia Vatra Dornei s-a menținut relativ constantă în perioada interbelică. Conform recensământului din 1930, în orașul Vatra Dornei locuiau 9.826 persoane, dintre care 6.162 români (62,71%), 1.747 evrei (17,77%), 1.548 germani (15,75%), 153 polonezi (1,55%), 98 ruteni (0,99%), 40 unguri, 36 țigani, 20 ruși, 8 armeni, 7 cehoslovaci, 3 sârbo-croato-sloveni, 1 grec, 1 de alt neam și 2 de naționalitate nedeclarată. Din punct de vedere al religiei, populația era alcătuită din 6.062 ortodocși (61,69%), 1.750 mozaici (17,80%), 1.385 romano-catolici (14,09%), 369 evanghelici (luterani) (3,75%), 245 greco-catolici (2,49%), 5 reformați (calvini), 3 unitarieni, 3 armeno-catolici, 1 armeno-gregorian, 1 fără religie (liber-cugetători) și 2 de religie nedeclarată.
Ca urmare a încheierii Tratatului româno-german prin care locuitorilor germani ai României li se permitea să emigreze în Germania, majoritatea catolicilor de etnie germană au plecat din Vatra Dornei. Împreună cu credincioșii a plecat în decembrie 1940 și preotul paroh Botkowski, luând cu el întreaga arhivă a parohiei. În amintirea acestui moment dureros, înainte de plecare, s-a construit la intrarea în cimitirul catolic din Vatra Dornei un monument care dăinuie și astăzi.
În anul 1941, pr. Bernhard Leibham, paroh de Câmpulung Moldovenesc, s-a pensionat și a plecat la Vatra Dornei. Ca urmare a emigrării credincioșilor germani, comunitățile catolice din parohiile bucovinene se reduc numeric, iar unele parohii nu se mai justifică. În ianuarie 1942, numărul credincioșilor catolici era de doar 250, dintre care 100 erau de origine poloneză, iar restul erau germani, ucraineni și români.
Astfel, episcopul Mihai Robu este nevoit să reorganizeze parohiile catolice din Bucovina. Noua împărțire a parohiilor catolice este publicată în Monitorul Oficial nr. 231 din 2 octombrie 1943. Parohiile Gura Humorului, Vama și Vatra Dornei sunt desființate, iar Parohia Câmpulung are următoarele filiale: Capu Câmpului, Capu Codrului, Cârlibaba, Ciocănești, Frasin, Gura Humorului, Iacobeni, Păltinoasa, Poiana Stampei, Stulpicani, Valea Putnei, Vatra Dornei, Vatra Moldoviței și Voroneț. Comunitatea catolică din Vatra Dornei intră în subordinea Parohiei Câmpulung.

### După al doilea război mondial
După război, preotul Gerhard Jura s-a întors în 1945 la Câmpulung, el ocupându-se și de pastorația credincioșilor din Iacobeni și Vatra Dornei. S-a implicat mult în ajutorarea credincioșilor săraci, aducându-le alimente. Acesta parcurgea uneori pe jos drumul de 40 km, deoarece tunelul de pe pasul Mestecăniș fusese distrus de către armatele combatante, întrerupându-se astfel legătura dintre Vatra Dornei și celelalte localități ale Bucovinei. Preotul Jura a fost anchetat de mai multe ori de securitate, fiind torturat. S-a îmbolnăvit și a fost internat la o clinică din Cluj, dar a murit la 9 decembrie 1949 în împrejurări neclare.
În anii următori, de pastorația credincioșilor dorneni s-au ocupat preoții parohi Leopold Nestmann (1949-1951), Leopold Hohenecker (1951-1959) și Eduard Kozanowski (1959-1969), fără ca Parohia Vatra Dornei să iasă de sub aadministrarea Parohiei Câmpulung Moldovenesc. Abia în anul 1967 Parohia Vatra Dornei a fost recunoscută de stat, devenind parohie de sine stătătoare.
În perioada regimului comunist, numărul credincioșilor romano-catolici din Vatra Dornei s-a micșorat în mod continuu, majoritatea lor emigrând în Germania. În deceniile care au urmat acestor evenimente, situația catolicilor din Vatra Dornei nu a înregistrat creșteri semnificative, menținându-se în jurul cifrei de 250 de familii cu aproximativ 400 de credincioși. Astfel, în 1998, Parohia Vatra Dornei mai avea în îngrijire spirituală un număr de 246 familii cu 562 credincioși.
Preotul paroh Iosif Sabău, OFMConv., a păstorit aici în perioada 1969-1991. El a reușit să introducă încălzirea centrală în biserică și a renovat exteriorul bisericii. În timpul parohului Pavel Gabor (1991-1996) a fost pictat interiorul bisericii. Urmașul său, pr. Anton Egner, a amenajat parcul de lângă biserică, a îmbunătățit încălzirea centrală și a renovat exteriorul bisericii.

### Situația parohiei în secolul al XXI-lea

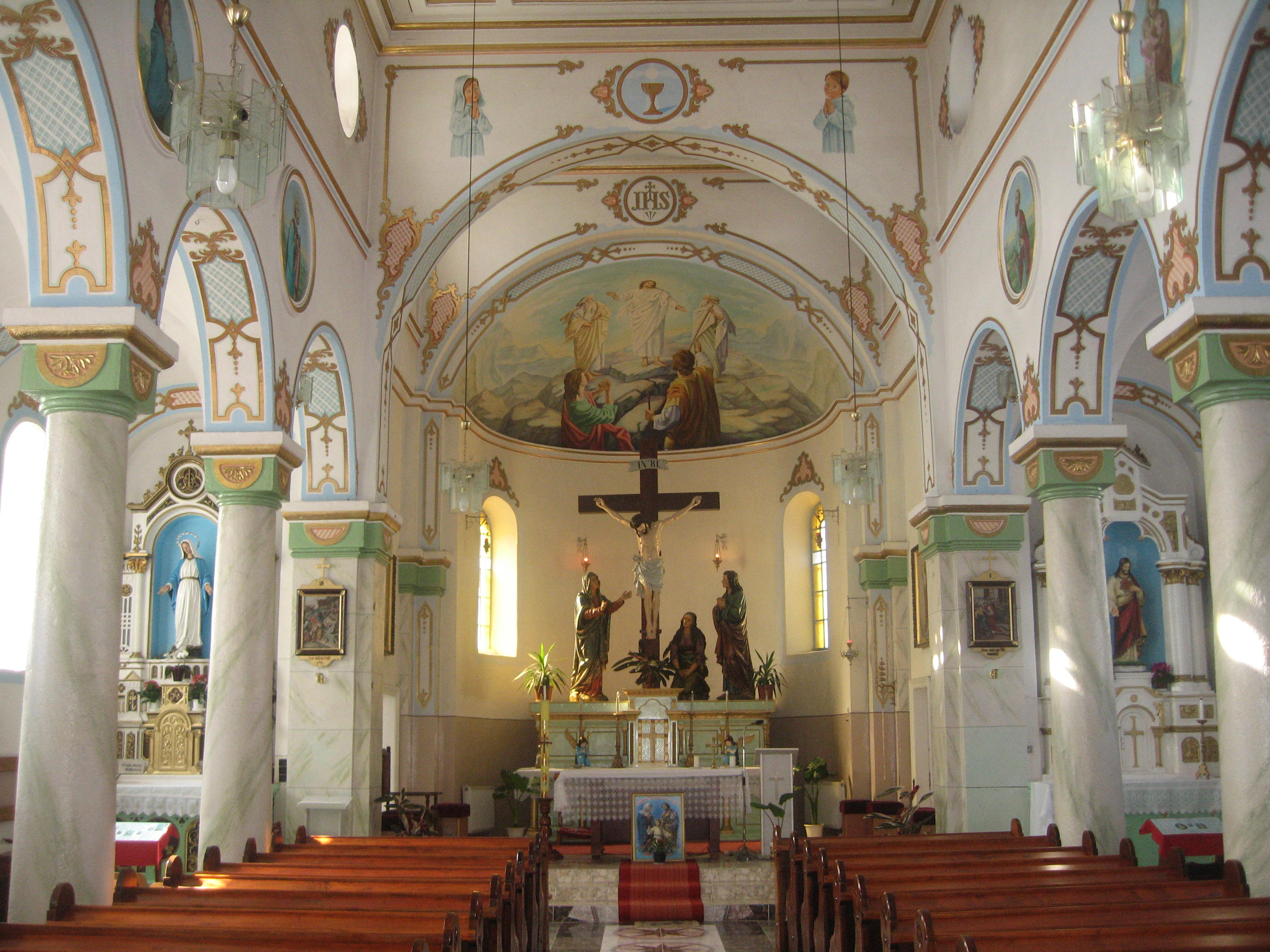
Interiorul bisericii

La începutul secolului al XXI-lea, numărul membrilor comunității și-a continuat scăderea. Aceste comunități aveau mulți credincioși în trecut, dar au ajuns să fie astăzi reduse numeric ca urmare a emigrării credincioșilor de limbă germană. Situația enoriașilor parohiei a fost următoarea:
- 2005 - 177 familii cu 435 credincioși[2]
- 2010 - 205 familii cu 501 credincioși. Aceștia erau repartizați astfel: Vatra Dornei - 170 familii cu 400 credincioși, Iacobeni - 7 familii cu 22 credincioși, Dorna Candrenilor - 5 familii cu 15 credincioși, Dornișoara - 4 familii cu 12 credincioși, Neagra Șarului - 4 familii cu 12 credincioși, Argestru - 2 familii cu 8 credincioși, Broșteni - 2 familii cu 7 credincioși, Crucea - 2 familii cu 6 credincioși, Coșna - 2 familii cu 6 credincioși, Poiana Stampei - 2 familii cu 3 credincioși, Dorna Arini - 2 familii cu 3 credincioși, Poiana Șarului - 1 familie cu 3 credincioși, Poiana Negri - 1 familie cu 3 credincioși și Panaci - 1 familie cu 1 credincios.[12]

Din lipsă de preot, Parohia Cârlibaba, aparținând de Arhiepiscopia de Alba Iulia, a intrat sub administrarea Parohiei Vatra Dornei.
În perioada 5-7 august 2005 au fost organizate o serie de festivități ce au marcat centenarul bisericii „Schimbarea la Față a Domnului” din Vatra Dornei. Începând din 5 august au sosit grupuri de studenți de la Iași și Cluj-Napoca pentru a pregăti cât mai bine sărbătoarea. În dimineața zilei de 7 august, s-a celebrat o liturghie în limba germană. După liturghie, în ciuda vremii ploioase, a sosit episcopul Petru Gherghel, care a fost întâmpinat de pr. Anton Egner, de primarul Constantin Huțanu, precum și de către un grup de tineri îmbrăcați în costume populare specifice zonei bucovinene. Episcopul a sfințit grota închinată sfintei Fecioare Maria, care se află în curtea din față a bisericii, și a oficiat apoi Liturghia pontificală, alături de 10 preoți, printre care pr. Anton Egner și pr. Ștefan Babiaș, paroh de Gura Humorului și decan de Bucovina. În cuvântul său de învățătură, episcopul Petru Gherghel a evocat credința bucovinenilor în decursul istoriei, mai ales în anii grei ai prigoanei comuniste și i-a îndemnat pe toți cei prezenți să păstreze și să întărească valorile creștine moștenite de la înaintași. Preotul paroh le-a oferit episcopului și primarului câte o medalie aniversară emisă cu ocazia acestui moment festiv, iar primarul le-a oferit la rândul său episcopului și pr. Anton Egner câte o diplomă de excelență pentru contribuția avută la dezvoltarea spirituală și culturală a orașului Vatra Dornei.
Ca urmare a retragerii din motive de sănătate a pr. Anton Egner, în vederea asigurării activităților pastorale și administrative din Parohia Vatra Dornei, episcopul Petru Gherghel l-a numit la 27 mai 2007 pe pr. Iosif Doboș în funcția de administrator parohial cu misiunea de paroh (cum munere parroci). El a fost instalat în noua misiune la 3 iunie.  În zilele de 5 și 6 aprilie 2008 episcopul Petru Gherghel de Iași s-a aflat într-o vizită pastorală în Parohia Vatra Dornei, a participat la liturghii și s-a întâlnit cu credincioșii parohiei. El a celebrat Liturghie pontificală în biserica parohială, precum și în biserica filială din Iacobeni. El a fost întâmpinat de mulți enoriași și salutat de pr. Iosif Doboș, paroh și decan onorific, și de primarul municipiului.
Ca parohi de Vatra Dornei au succedat apoi preoții Ieronim Budulai (1 septembrie 2009 - 31 august 2012) - care a păstorit numai trei ani, ieșind apoi la pensie - și Ioan Lungu (din 1 septembrie 2012).
În biserica parohială din Vatra Dornei sunt celebrate zilnic liturghii.

### Organizarea parohiei
În prezent, Parohia „Schimbarea la Față a lui Isus” din Vatra Dornei are 8 filiale, dintre care 3 cu biserică (Cârlibaba - cu Biserica „Sf. Ludovic” din 1900, Dorna Candrenilor - cu Biserica „Sf. Mihail” din 1898 și Iacobeni - cu Biserica „Sf. Ioan Nepomuk” din 1818-1836) și 5 fără biserică (Broșteni, Coșna, Crucea, Dornișoara, Drăgoiasa).

## Interior
Deasupra altarului bisericii parohiale se află un complex statuar reprezentând scena de pe Calvar: Isus răstignit, încadrat de sfânta Fecioară îndurerată, apostolul Ioan și Maria Magdalena la picioarele crucii. Pe boltă, deasupra acestui complex statuar este reprezentată Schimbarea la față (hramul bisericii). 

## Preoți
La această biserică au slujit următorii preoți-parohi: 
- pr. Josef Ettmayr (n. Dorfen, Bavaria, Germania) - A activat ca preot cooperator la Câmpulung Moldovenesc (1910-1913), apoi paroh la Vatra Dornei (12 august 1913 - 1915).
- pr. Julius Weber (n. 1872 - d. 1929, Vatra Dornei) - A activat ca paroh la Vatra Dornei (1915-1929). A îndeplinit pentru o perioadă și funcția de primar a orașului Vatra Dornei (1917-1918). A decedat la Vatra Dornei, fiind înmormântat în cimitirul catolic din localitate.
- pr. Francisc (Franz) Gaschler (n. 13 august 1887, Arbore - d. ?) - A absolvit gimnaziul la Siret, apoi a urmat studii teologice la Universitatea din Lemberg (1911-1914) și la Universitatea din Viena (1914-1915). A fost sfințit preot la Viena la 10 august (după alte surse 14 august) 1915. A activat ca vicar (octombrie 1915 - iunie 1921), administrator parohial (9 iunie 1921 - 30 aprilie 1922), vicar (30 aprilie 1922 - 15 mai 1923) și din nou administrator parohial la Rădăuți (15 mai 1923 - 3 noiembrie 1924), administrator spiritual pentru Luisenthal (Fundu Moldovei) (1924-1929), paroh la Vatra Dornei (28 august 1929 - 1937) și Solca (1937-1940). A emigrat în Germania în 1940.
- pr. Adolf Botkowski (n. 1904 - d. 3 martie 1983) - A fost sfințit preot în 1931. A activat ca vicar la Rădăuți (1931-1933), Câmpulung Moldovenesc (1933-1934) și Cernăuți (1934-1935), apoi paroh la Molodia (1935-1937) și Vatra Dornei (1937 - decembrie 1940). A emigrat în Germania în decembrie 1940.
- pr. Bernhard Leibham - A activat ca paroh la Crasna, jud. Cetatea Albă (22 martie 1911 - septembrie 1934), Câmpulung Moldovenesc (1941-1942). S-a pensionat în 1941, stabilindu-se la Vatra Dornei. El rămâne paroh cu numele, dar, fiind bolnav, nu-și poate îndeplini atribuțiile.
- pr. Emil Gerhard Jura (n. 20 februarie 1914, Valea Moldovei, județul Suceava - d. 9 decembrie 1949, Câmpulung Moldovenesc) - A studiat teologia în Germania, fiind călugăr la Mănăstirea Niederaltaich. Ca urmare a lipsei de preoți pentru comunitățile catolice din Bucovina, din cauza emigrării acestora în Germania la începutul celui de-al doilea război mondial, studentul în teologie Gerhard Jura a fost chemat în România, el fiind cetățean român. A fost sfințit ca preot la 4 iulie 1943, în București, de către arhiepiscopul Alexandru Cisar și trimis la Câmpulung Moldovenesc. Fugit în Germania în vara anului 1944 ca urmare a apropierii frontului de război, preotul Gerhard Jura s-a întors la Câmpulung în 1945 și s-a îngrijit și de bisericile din Vatra Dornei și Iacobeni. A fost anchetat în mai multe rânduri de securitate și torturat. S-a îmbolnăvit și a fost internat la o clinică din Cluj, dar a murit în 1949 în împrejurări neclare și a fost înmormântat în cimitirul catolic din Câmpulung.
- pr. Leopold Nesttmann (n. 25 ianuarie 1919, Cernăuți - d. 17 martie 1992, Altötting, Germania) - A studiat la Seminarul și Institutul Teologic "Sf. Iosif" din Iași (1930-1939) și Pontificium Athenaeum Urbanum de Propaganda Fide din Roma (1939-1943). A fost hirotonit preot la Roma la 21 decembrie 1942, iar dupa întoarcerea în țară a activat la Școala de Fete "Sf. Iosif" din București (1944), Parohia Valea Seacă (1944-1945), Seminarul și Academia Teologică "Sf. Duh" (1945-1946), Seminarul și Academia Teologică "Sf. Iosif" din Iași (1946-1948), Parohia Vatra Dornei (1948-1949). A fost arestat de Securitate la 15 august 1949 și condamnat la 15 decembrie 1949 pentru delictul de "favorizarea infractorului", la opt luni de închisoare corecțională. A fost eliberat în jurul datei de 15 aprilie 1950, activând ulterior ca paroh la Vatra Dornei (1950-1951), vicar la Faraoani (1951), Roman (1952-1953) și Barticești (1952), profesor la Institutul Teologic din Alba-Iulia (1953-1956) și la Institutul Teologic "Sf. Iosif" din Iași (1956-1958), vicar la Gherăești (1958-1959) și Barticești (1959-1966). A fost arestat pentru a doua oară în 1957, în legătură cu episcopul Áron Márton. A plecat din România în 1966 și a activat la Berchtesgaden (1966-1968), director spiritual al Colegiului "De Propaganda Fide" din Roma (1968-1970), Arzbach și Steinefrenz (Germania). S-a pencionat în 1988, stabilindu-se la Altötting (Germania) unde a murit, în urma unui incident tragic, la 17 martie 1992.
- pr. Leopold Hohenecker (n. 2 ianuarie 1909, Rădăuți - d. 11 iulie 1992, București) - A fost hirotonit la Timișoara la 26 iulie 1932. A activat ca paroh la Vatra Dornei (1951-1959) și la Craiova (1965-1984).
- pr. Eduard Kozanowski (n. 31 mai 1913, Stulpicani, județul Suceava - d. 29 aprilie 1995, Câmpulung Moldovenesc) - A fost hirotonit la 18 decembrie 1939, la București. A fost paroh la Popești-Leordeni (1943-1947), la Rădăuți (decembrie 1953 - august 1958) și la Vatra Dornei (1959-1969). A decedat și a fost înmormântat la Câmpulung Moldovenesc.
- pr. Iosif Sabău, OFMConv. (n. 26 martie 1926, Luizi-Călugăra, județul Bacău – d. 16 iunie 2001, Oradea) - A absolvit Școala Generală de 5 clase la Luizi-Călugăra (1937), Liceul "Ferdinand I" din Bacău (1945), Școala de Cantori (Seminarul Franciscan) din Hălăucești (1945) și Institutul Teologic din Alba Iulia (1953). A depus profesiunea simplă la Săbăoani (1946) și profesiunea solemnă, în secret, în anul 1953. A fost sfințit preot la 29 iunie 1953, la Alba Iulia, de către arhiepiscopul Alexandru Th. Cisar. A activat ca vicar la Luizi-Călugăra (1 august 1953 - 1 iulie 1956), Pustiana (1 iulie 1956 - 2 februarie 1957) și Oțeleni (2 februarie - 1 noiembrie 1957), paroh la Siret (1 noiembrie 1957 - 1 noiembrie 1969), Vatra Dornei (1 noiembrie 1969 - 10 martie 1991) și Hălăucești (10 martie 1991 - 1996). La 14 septembrie 1990 a fost ales ministru provincial al Ordinului Franciscan, îndeplinind această funcție timp de două mandate (1990-1996). În 1996, a fost primit în comunitatea Mănăstirea "Maica Domnului" din Oradea, unde a activat în calitate de guardian al comunității, rector al iunioratului și paroh. La 21 iunie 1997 Episcopia Română Unită cu Roma (Greco-Catolică) de Oradea a emis decret de numire a pr. Iosif Sabău în funcția de vicar general, iar la 24 noiembrie 1997 a fost numit, din partea conducerii provinciei, responsabil pentru sectorul oriental. A decedat la Oradea și a fost înmormântat la Luizi-Călugăra. La slujba sa funerară au participat mai mulți episcopi (Aurel Percă, Anton Coșa, George Guțiu, Virgil Bercea, Florentin Crihălmeanu, Ercole Lupinacci) și în jur de 160 de preoți, precum și numeroși credincioși.
- pr. Pavel Gabor (n. 17 februarie 1940, Iugani, județul Iași - d. 24 martie 1996, Vatra Dornei) - A făcut școala elementară la Iugani și a terminat-o la Gherăești. În anul 1955 s-a înscris la Școala de cantori la Institutul Teologic de la Alba-Iulia. După un an s-a deschis Seminarul din Iași, unde și-a continuat studiile, pe care le-a terminat în anul 1965. A fost hirotonit preot la 29 iunie 1965, la Alba-Iulia, de către episcopul Áron Márton. A activat ca vicar parohial la Răducăneni și Onești, paroh la Răducăneni (1966-1967). A activat ca paroh al Parohiei “Sf. Tereza” din Roman (1973-1986), la Constanța (1986-1990) și la Vatra Dornei (1990-1996). A murit la Vatra Dornei, fiind înmormântat pe 27 martie 1996 la Iugani.
- pr. Anton Egner (n. 5 august 1956, Sighișoara, județul Mureș) - A absolvit Școala Generală de 10 clase la Rădăuți (1973), Școala de Cantori din Iași (1977) și Institutul Teologic Romano-Catolic "Sf. Iosif" din Iași (1983). A fost sfințit preot la 29 iunie 1983, la Iași, de către episcopul Antal Jakab. A activat ca vicar la Săbăoani (1983-1985), Cleja (1985-1986) și Barticești (1986-1990), paroh la Fălticeni (1990-1996), Vatra Dornei (1996-2007), fără numire la Parohia "Sf. Cruce" din Bacău (2007 - 31 august 2009), paroh la Ciugheș (1 septembrie 2009 -).
- pr. Iosif Doboș (n. 9 decembrie 1941, Răchiteni, județul Iași) - A absolvit Școala generală de 7 clase la Butea (1955), Școala de Cantori la Iași (1959) și Institutul Teologic din Iași (1965). A fost sfințit preot la 29 iunie 1965, la Alba Iulia, de către episcopul Áron Márton. În perioada 1 iulie 1965 - 30 noiembrie 1968, a activat, fără numire, în diferite parohii: Răchiteni, Oțeleni, Iași și Nicolae Bălcescu (ianuarie - noiembrie 1968). A activat ca vicar la Iași (1 decembrie 1968 - 1 mai 1974), paroh la Rădăuți (1 mai 1974 - 1 februarie 1979), decan și paroh la Iași (1 februarie 1979 - 30 septembrie 1990), Rădăuți (1 octombrie 1990 - 31 august 2006), membru în Consiliul Prezbiteral și Colegiul Consultanților (de la înființare până în anul 2005), consilier economic la Episcopia de Iași (1 septembrie 2006 - 31 mai 2007), administrator parohial la Vatra Dornei (1 iunie 2007 – 1 septembrie 2009), preot pensionar la Rădăuți (1 septembrie 2009 – 1 mai 2010), decan onorific de Bucovina și consilier episcopal (din 2009), paroh de Suceava (1 mai - 1 septembrie 2010) și decan de Bucovina (1 mai – 1 octombrie 2010). Din septembrie 2010 este din nou preot pensionar la Rădăuți.
- pr. Ieronim Budulai (n. 15 iulie 1941, Iugani, județul Iași) - A absolvit Școala Generală de 7 clase la Gherăești (1955), Școala de Cantori din Alba Iulia (1959) și Institutul Teologic Romano-Catolic "Sf. Iosif" din Iași (1965). A fost sfințit preot la 29 iunie 1965, la Alba Iulia, de către episcopul Áron Márton. A activat ca vicar la Iugani (29 iunie 1965 - 15 decembrie 1966), Cotnari (15 decembrie 1966 - 29 iunie 1967) și din nou la Iugani (29 iunie 1967 - 1 decembrie 1968), paroh la Bălțați (1 decembrie 1968 - 1 mai 1973), profesor și administrator la Institutul Teologic Romano-Catolic "Sfântul Iosif" din Iași (1 mai 1973 - 30 aprilie 1978), paroh la Vizantea (1 mai 1978 - 1 mai 1981), Parohia "Sf. Anton" din Huși (1 mai 1981 - 1 mai 1996), Ciugheș (1 mai 1996 - 30 august 2009) și Vatra Dornei (1 septembrie 2009 - 31 august 2012). În prezent este pensionar.
- pr. Ioan Lungu (n. 6 aprilie 1953, Gherăești, județul Neamț) - A absolvit Școala generală de 8 clase la Gherăești (1968) și apoi Școala Profesională de Chimie din Piatra Neamț (1971), obținând calificarea de operator chimist. A lucrat apoi la Combinatul de Îngrășăminte Azotoase Piatra Neamț (1971-1973), a efectuat serviciul militar obligatoriu în perioada 26 iunie 1973 - 14 noiembrie 1974, după care a lucrat din nou la combinat (27 noiembrie 1974 - 4 octombrie 1976). În anul 1976 s-a înscris la Liceul seminarial din Iași, ale cărui cursuri le-a absolvit în 1979, și apoi la Institutul Teologic Romano-Catolic "Sf. Iosif" din Iași (absolvit în 1984). A fost sfințit preot la 29 iunie 1984, la Iași, de către episcopul Lajos Balint. A activat ca vicar la Barticești (1 august 1984 - 14 decembrie 1985) și Dărmănești (15 decembrie 1985 - 31 mai 1988), paroh la Corhana (1 iunie 1988 - 1 iunie 1996), Fălticeni (2 iunie 1996 - 31 august 2006), Mircești (1 septembrie 2006 - 31 august 2012) și Vatra Dornei (1 septembrie 2012 - ).

În cimitirul catolic din Vatra Dornei a fost înmormântat un singur preot: Julius Weber (1872-1929).
Din cadrul acestei comunități au provenit următorii preoți: Francisc (Franz) Keil (1908-1974), Roman Karapczynski (1910-1977), Otto Josse, Alexandru Gaewski (1912-1985), Johannes Baltheiser (1912-1996), Francisc (Franz) Astalosch (1913-1997) și Eugen Baltheiser (1914-1998).

## Imagini

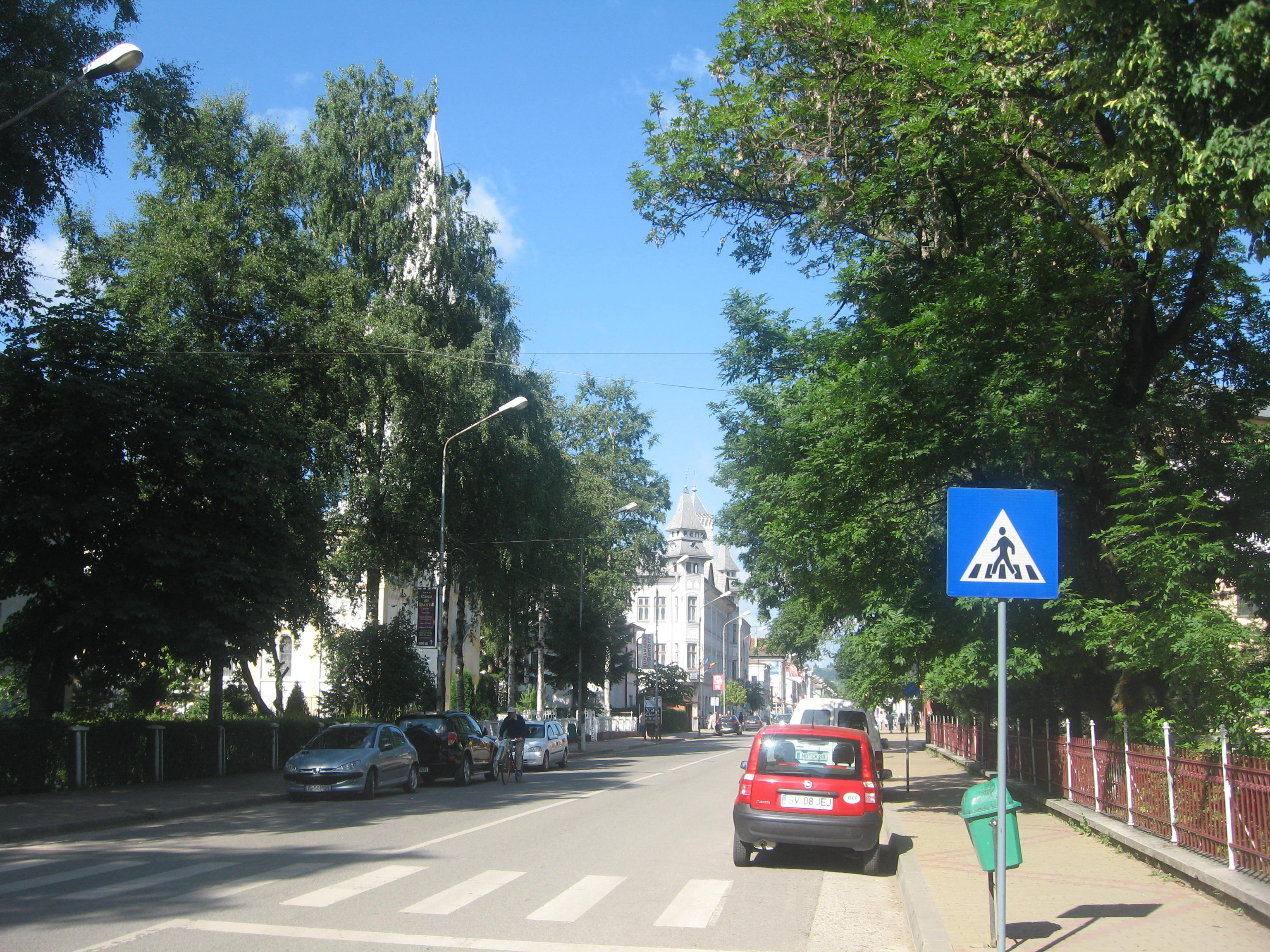
Strada Mihai Eminescu din oraşul Vatra Dornei. Biserica se află pe partea stângă.
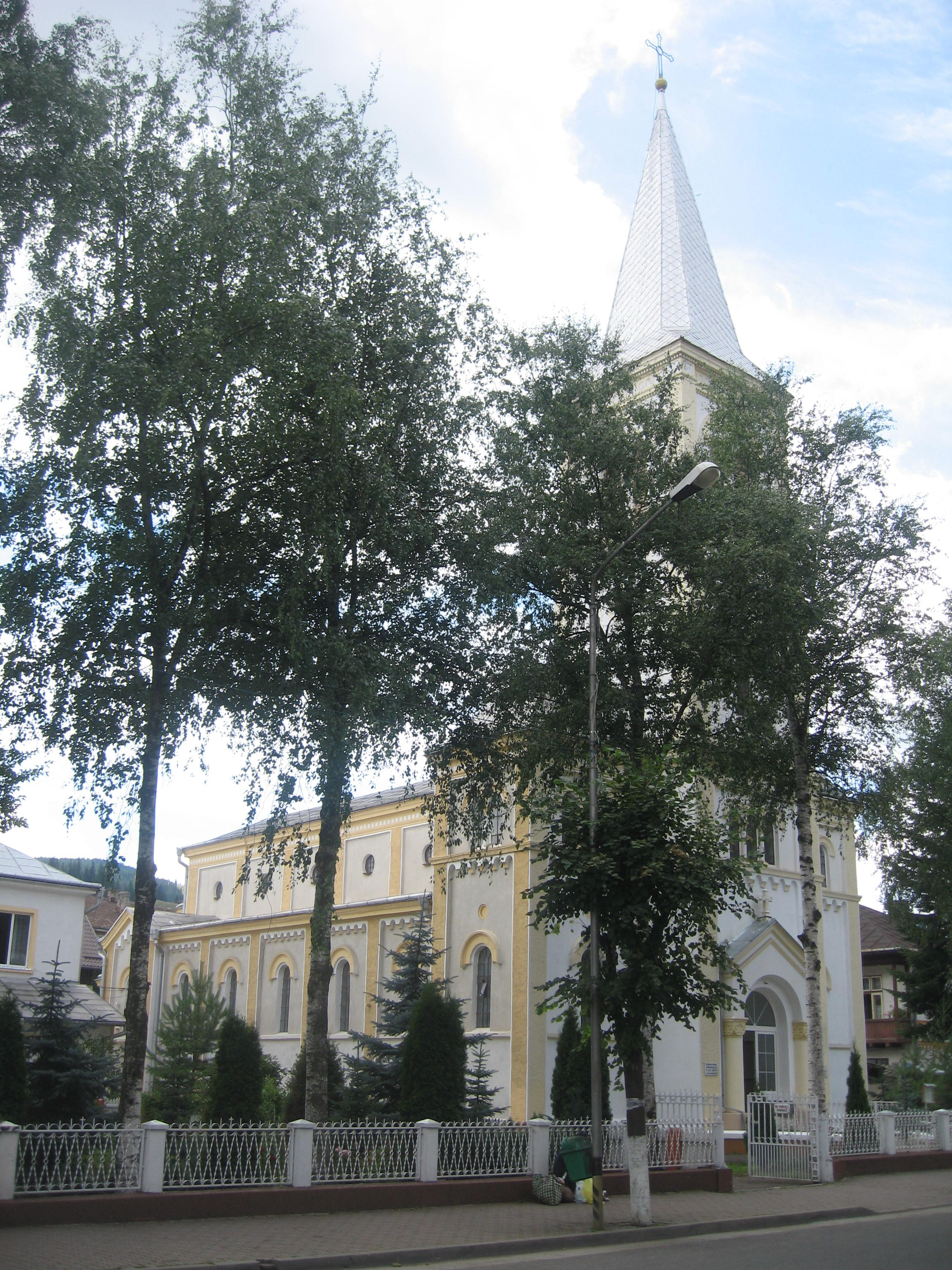
Vedere laterală
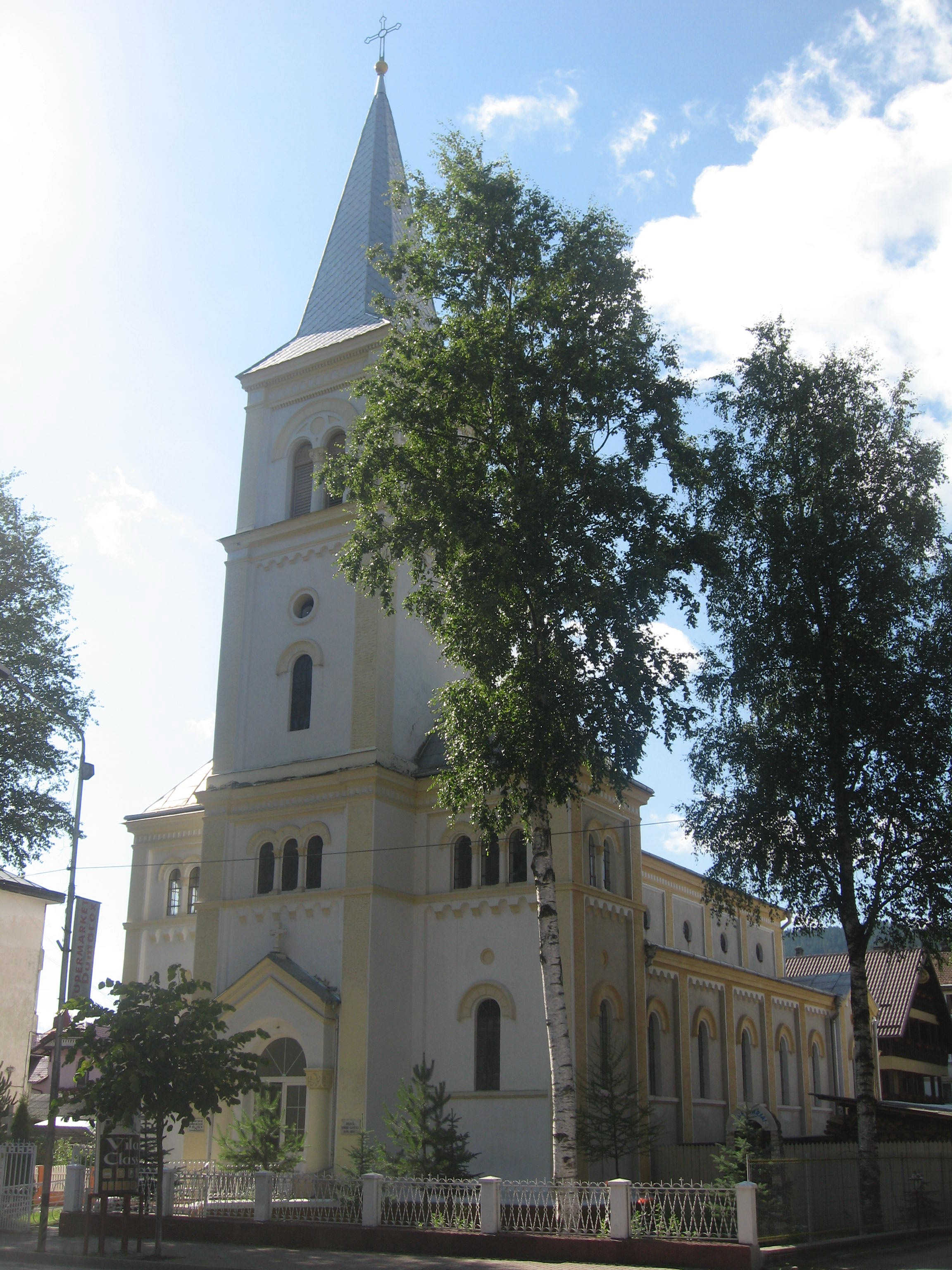
Vedere laterală
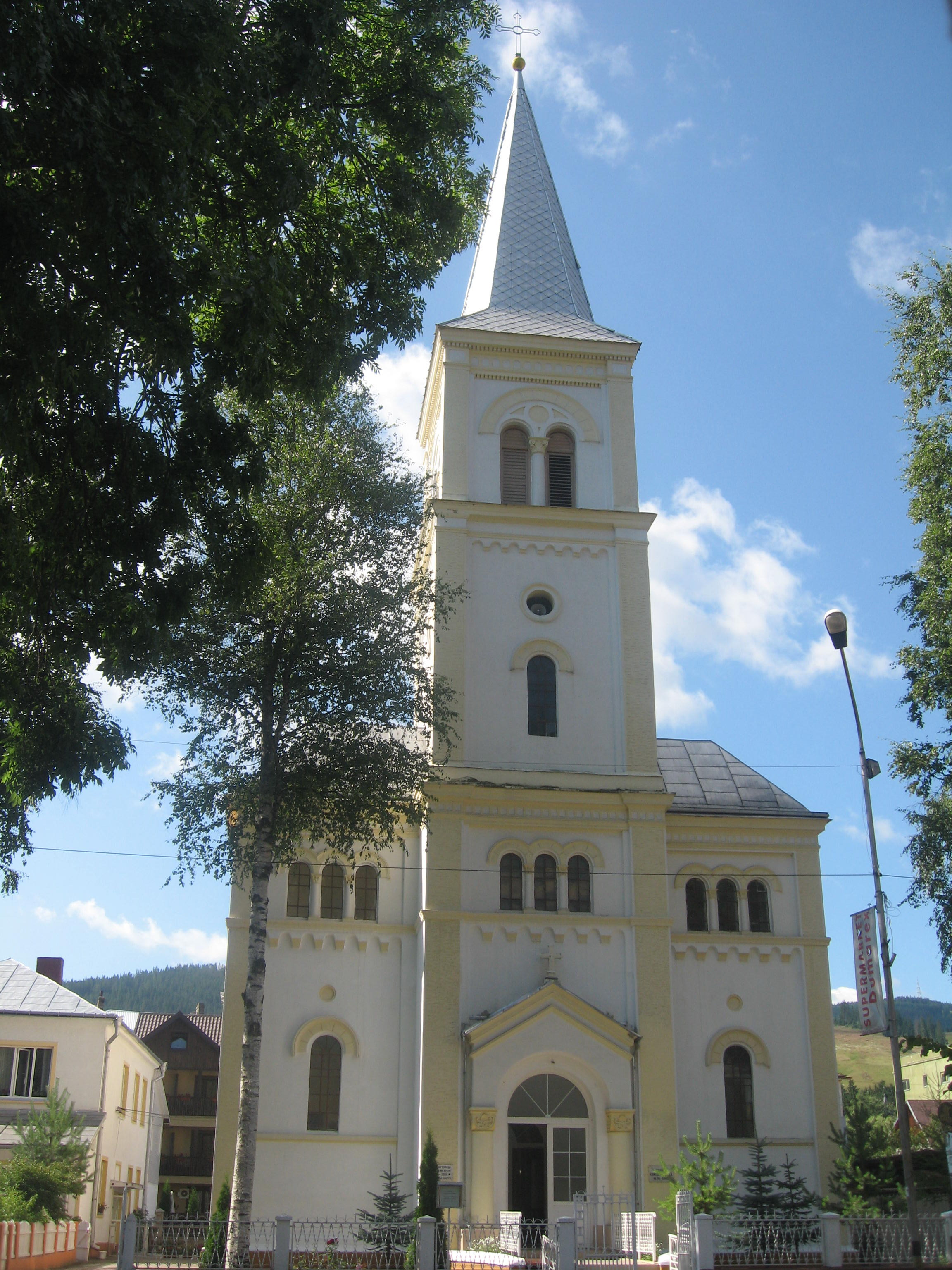
Vedere frontală
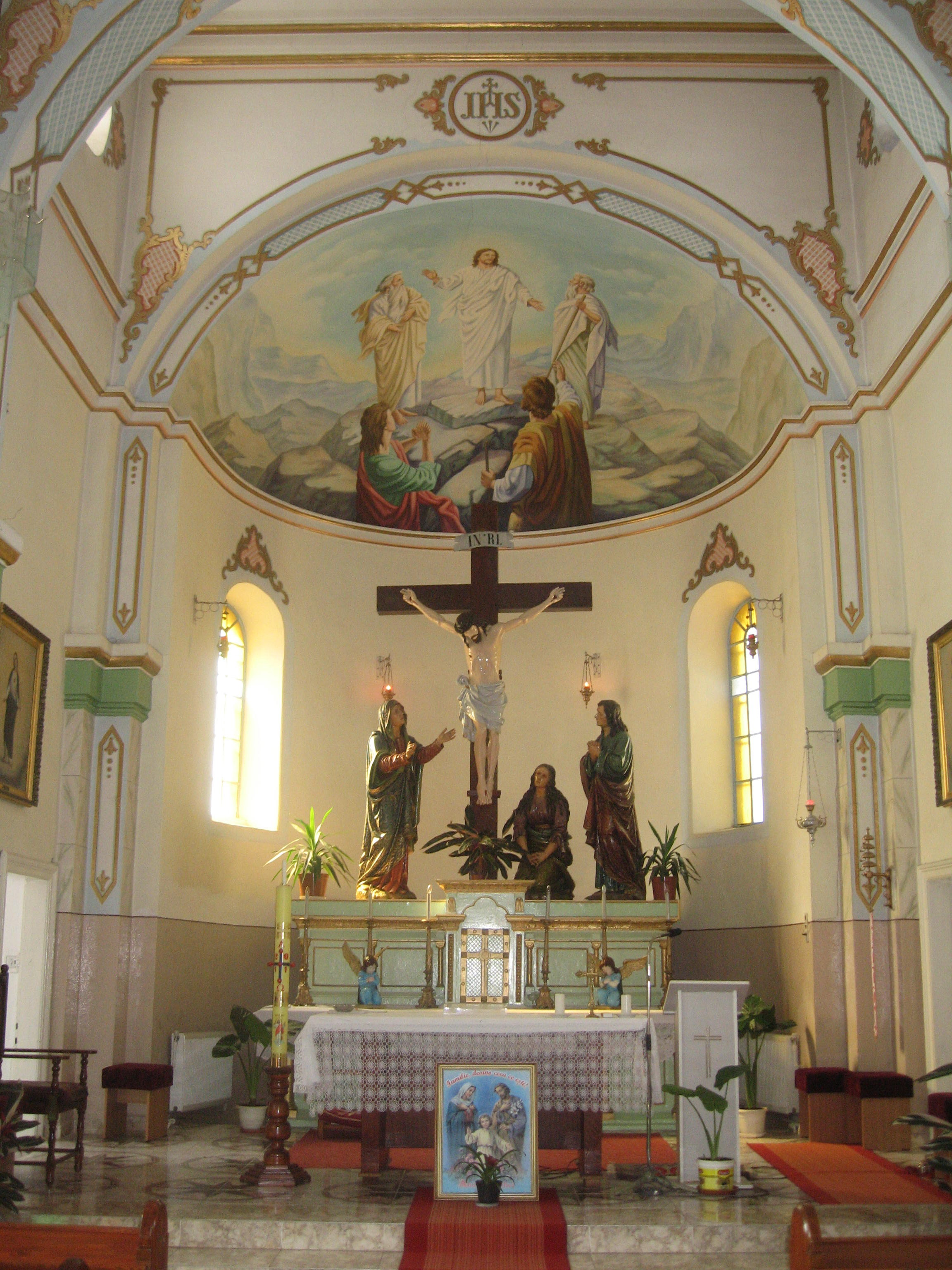
Altarul central al bisericii
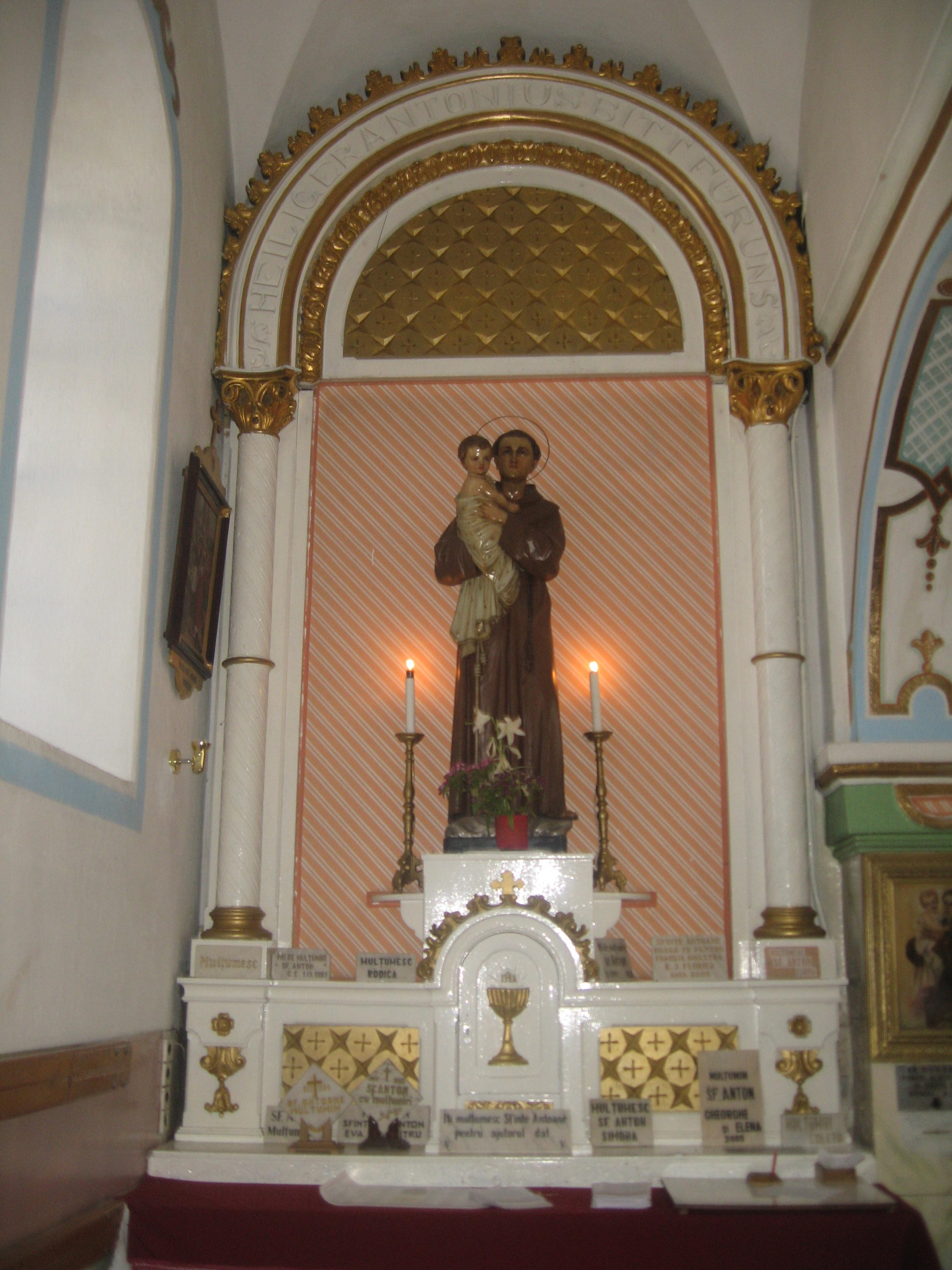
Altarul lateral stâng al bisericii
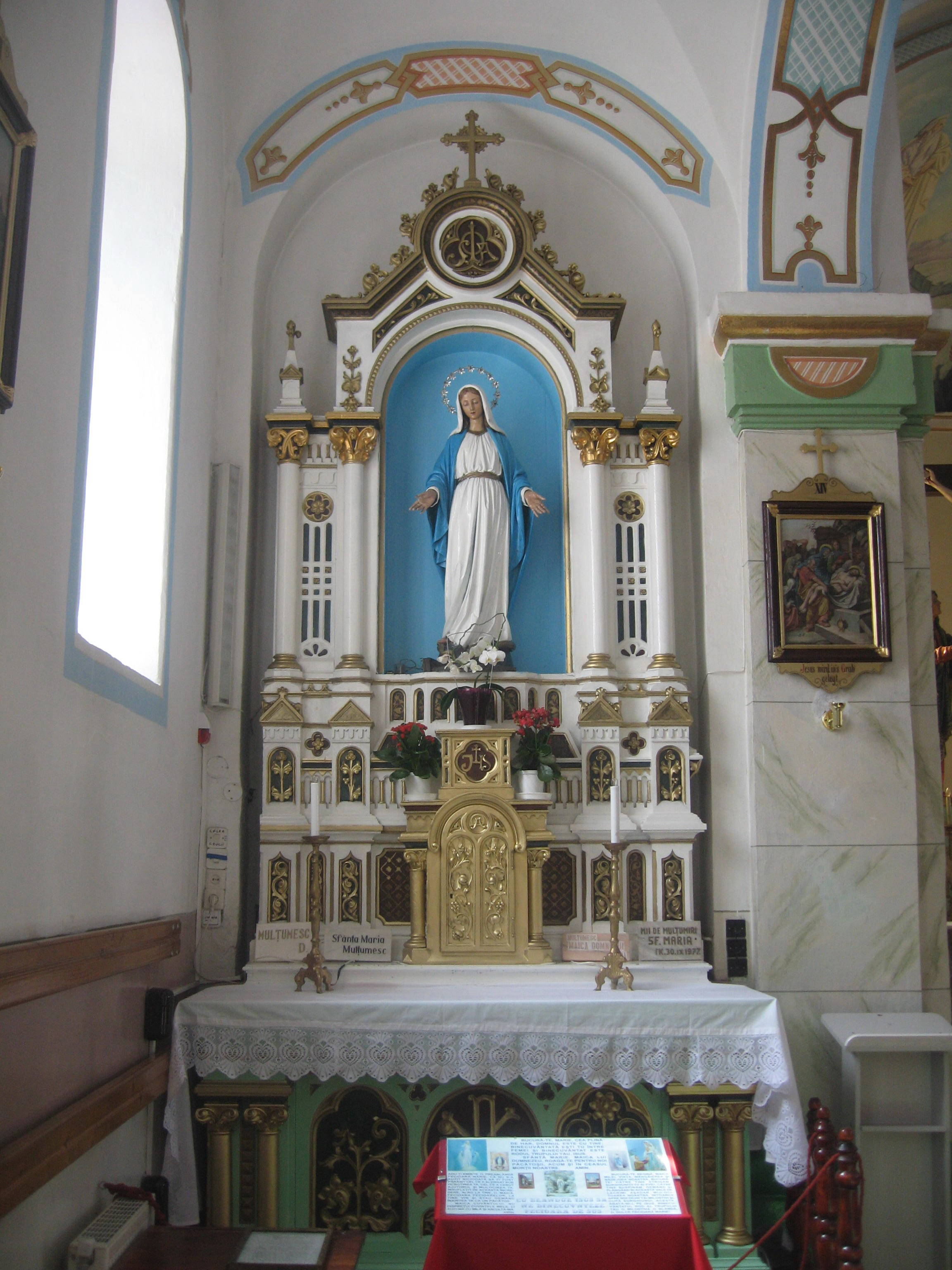
Altarul lateral drept al bisericii
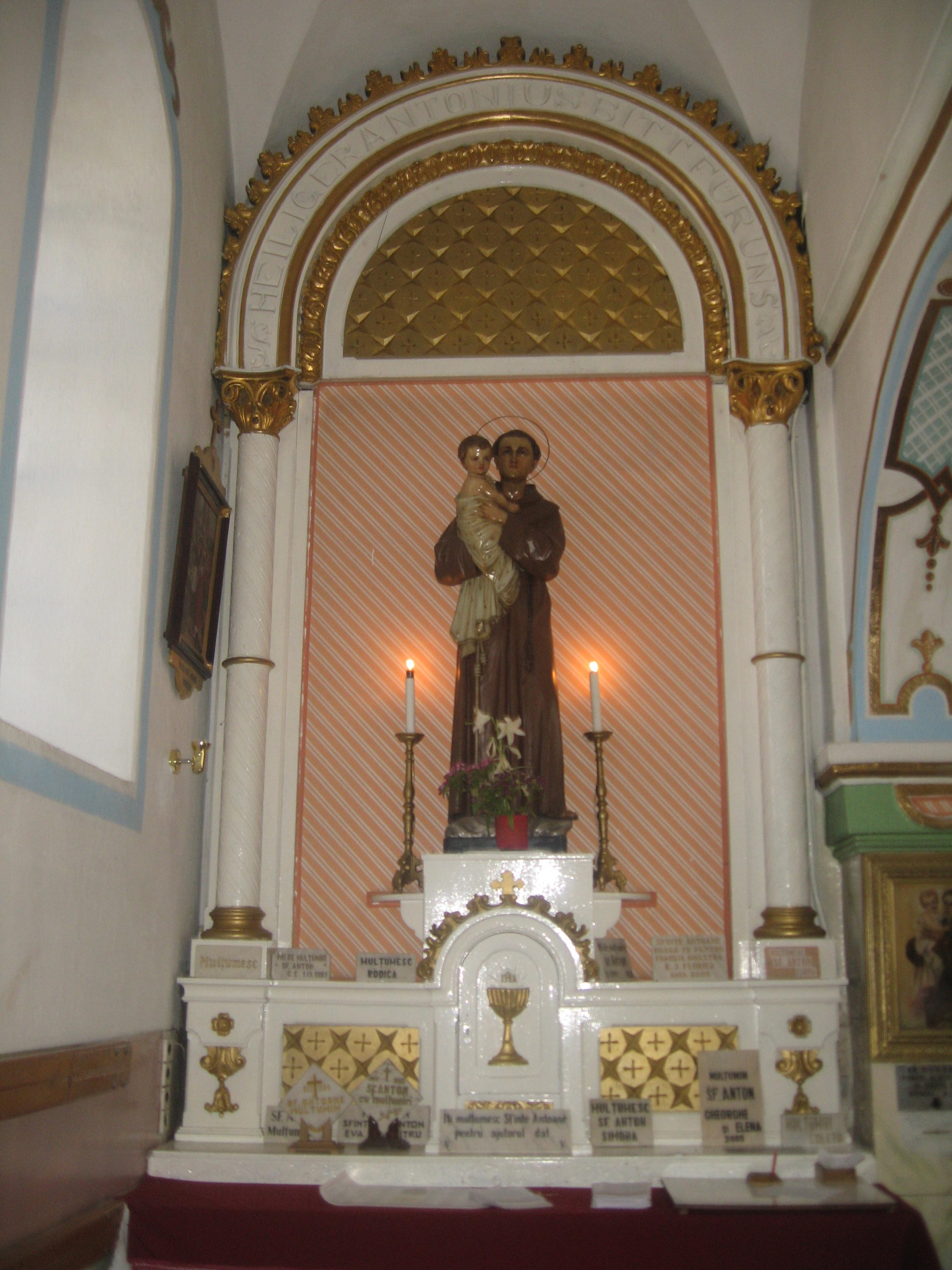
Altarul Sfântului Anton
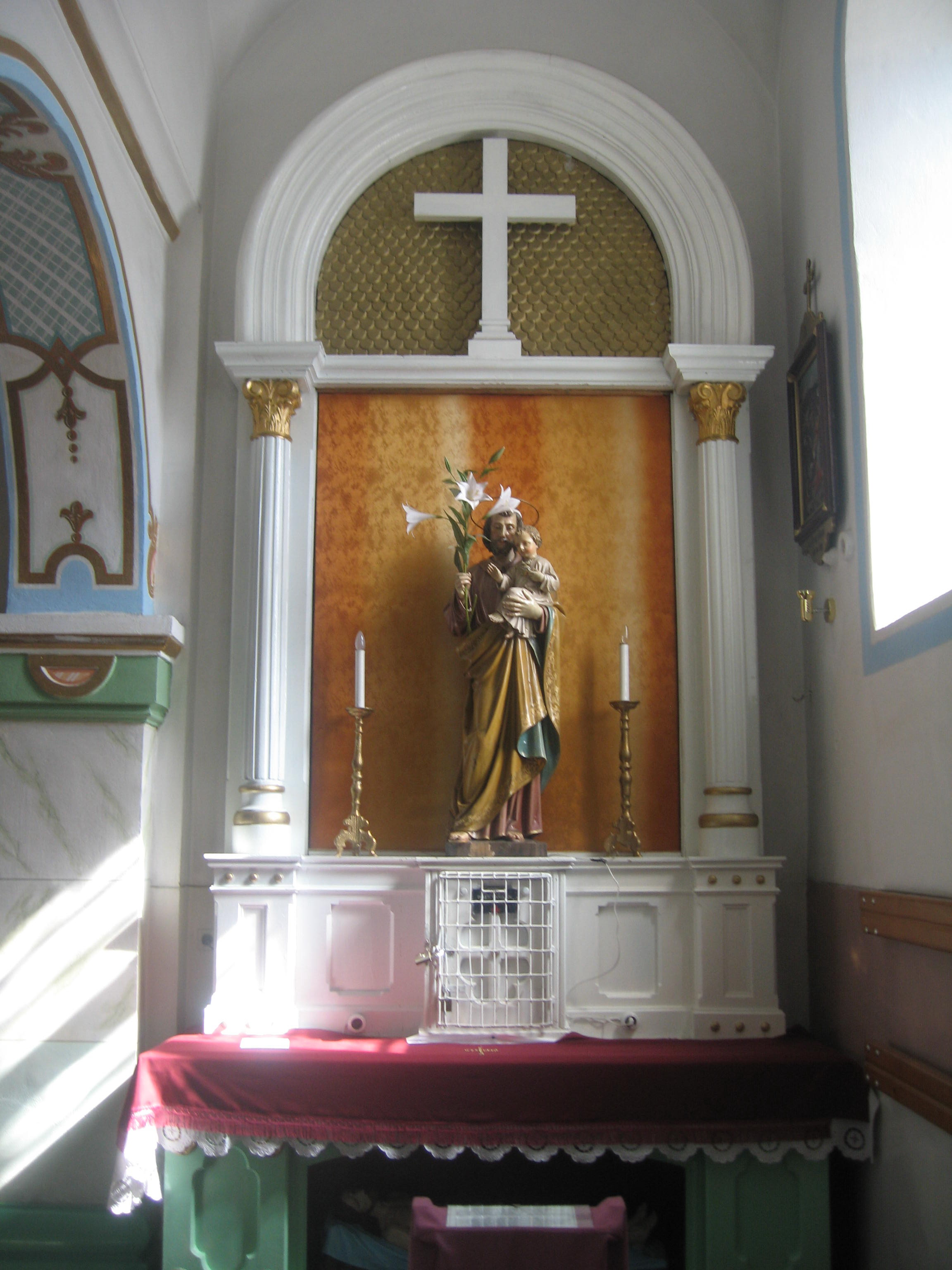
Altarul Sfântului Iosif
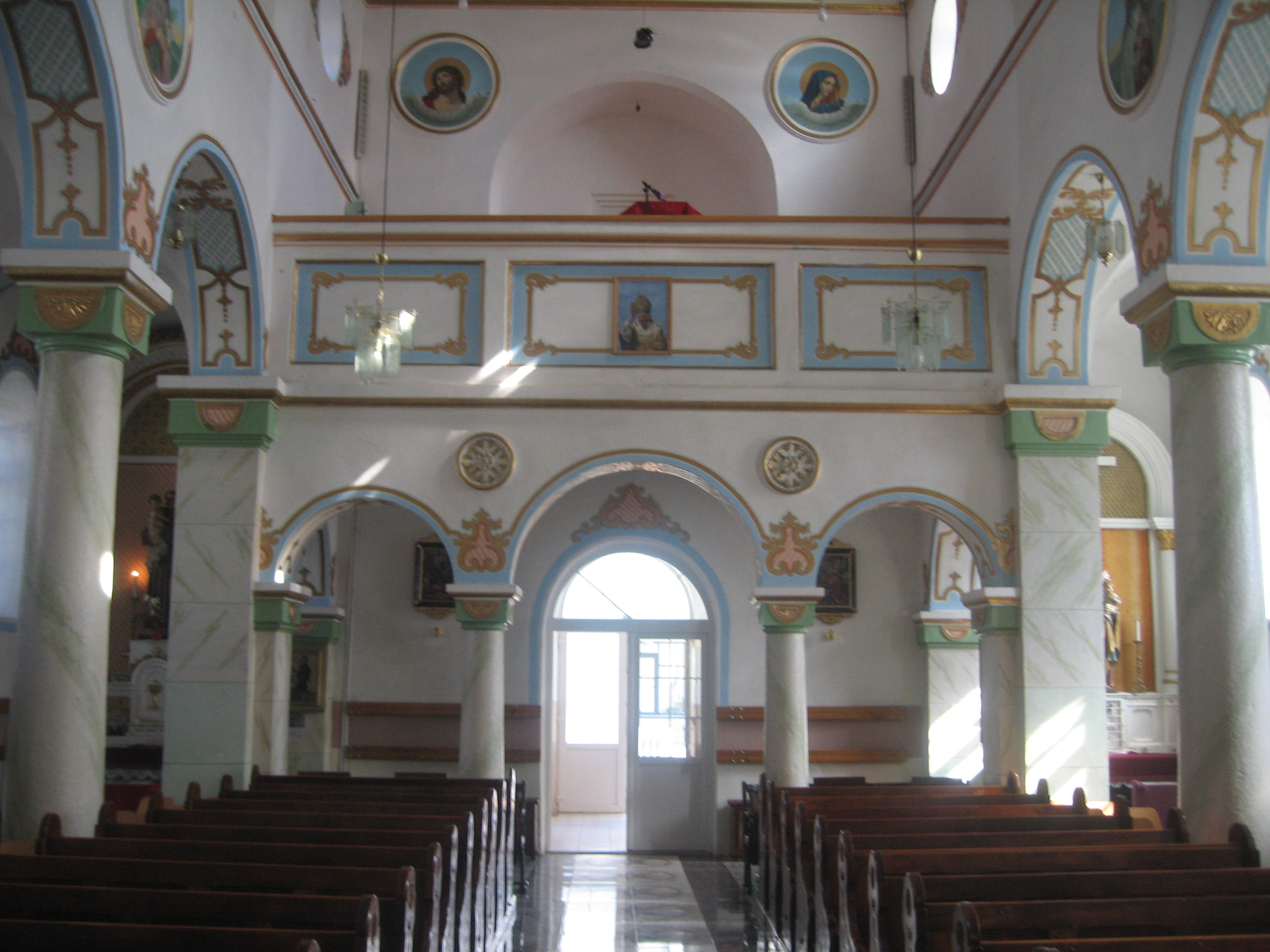
Interiorul bisericii văzut dinspre altar
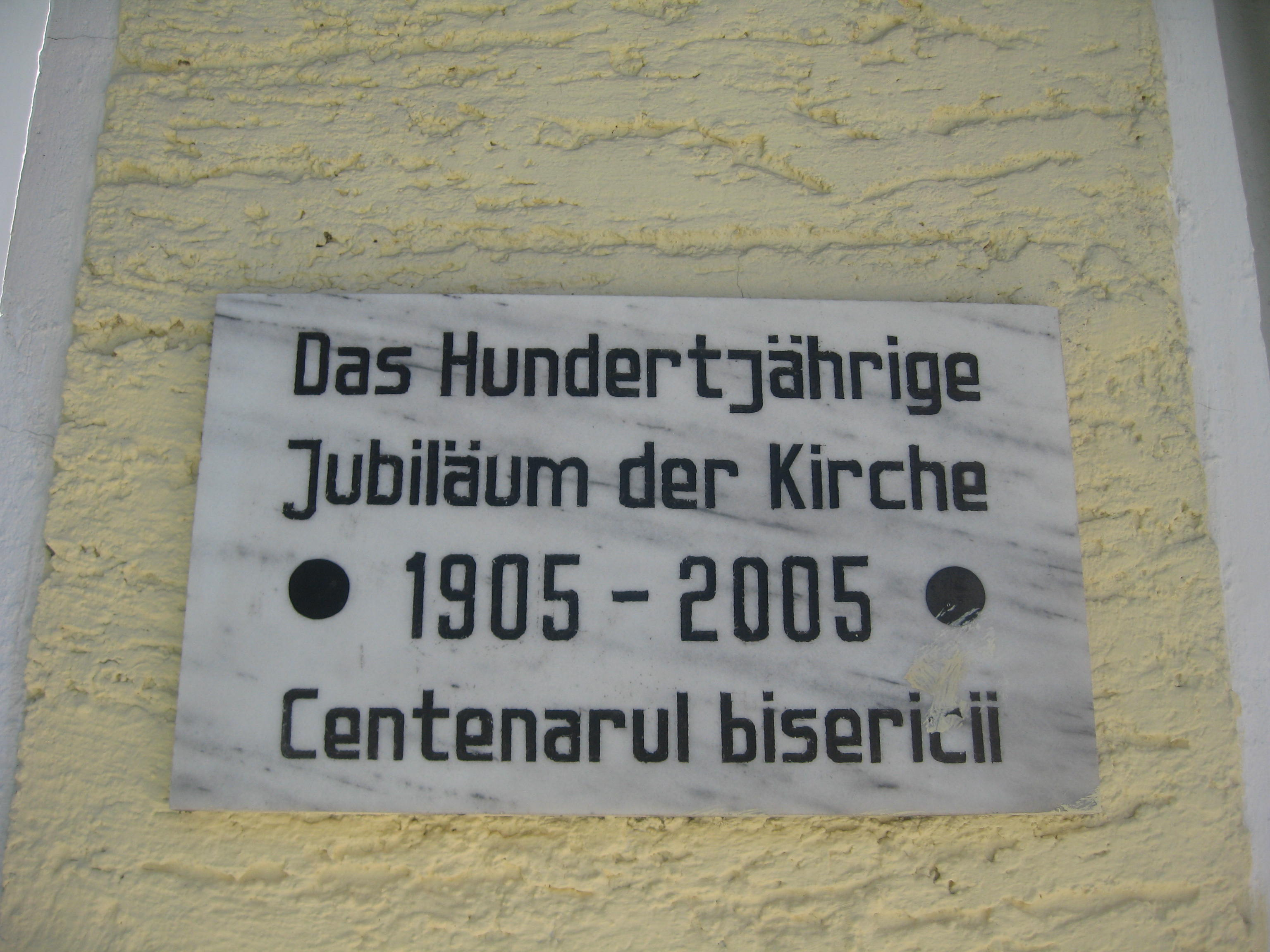
Placă memorială amplasată cu prilejul sărbătoririi centenarului bisericii parohiale
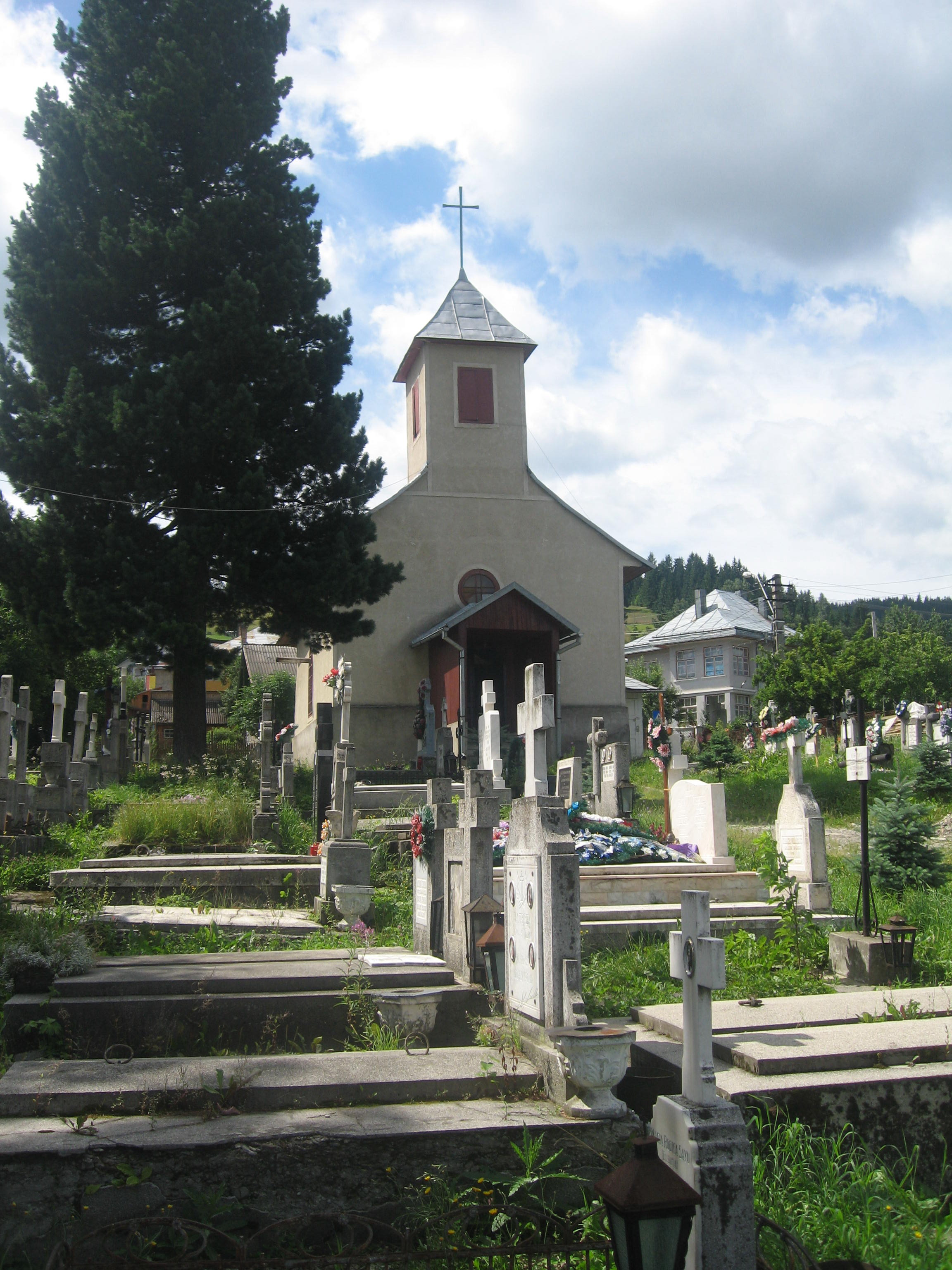
Capela din cimitir
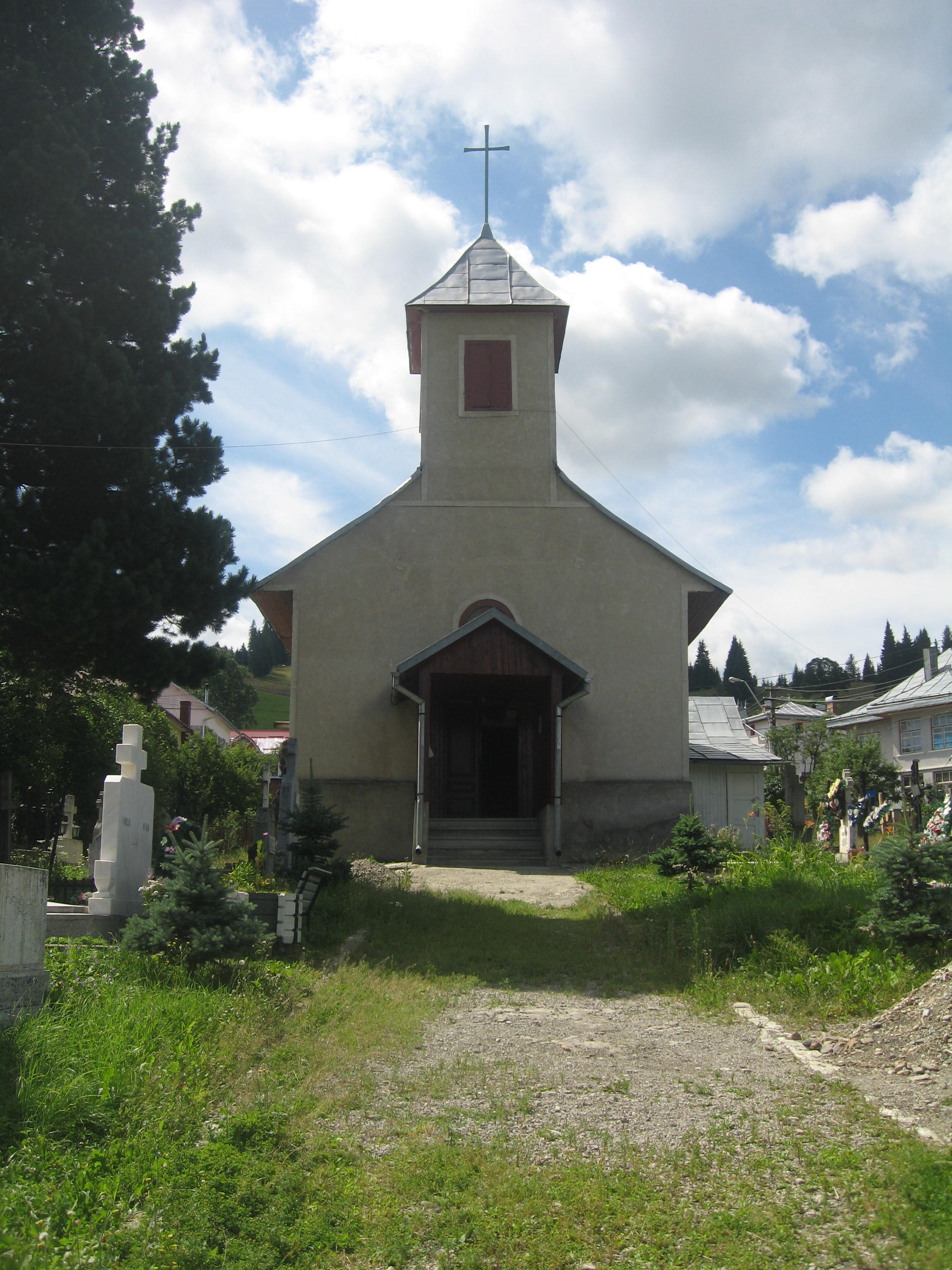
Capela din cimitir - vedere frontală
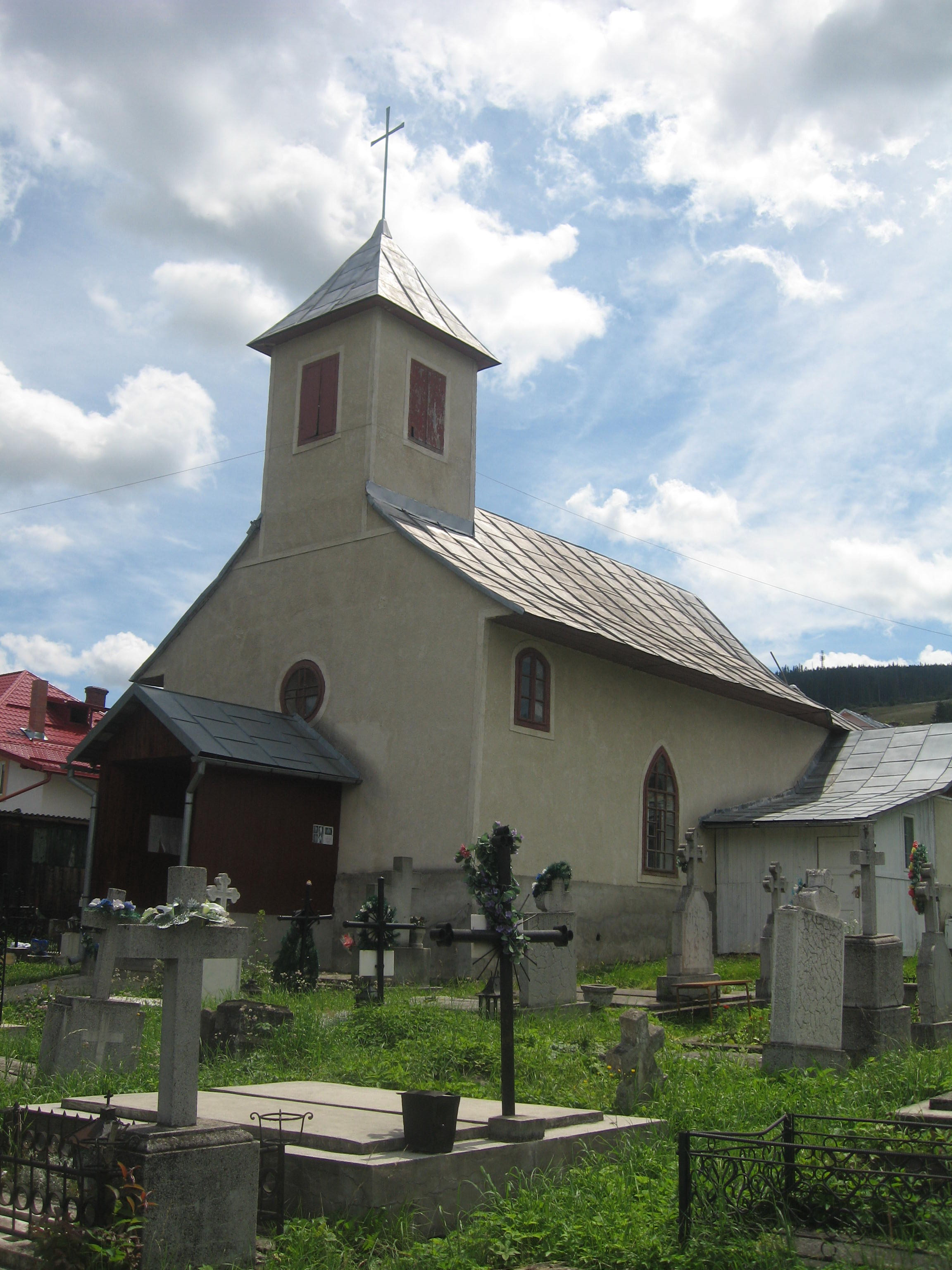
Capela din cimitir
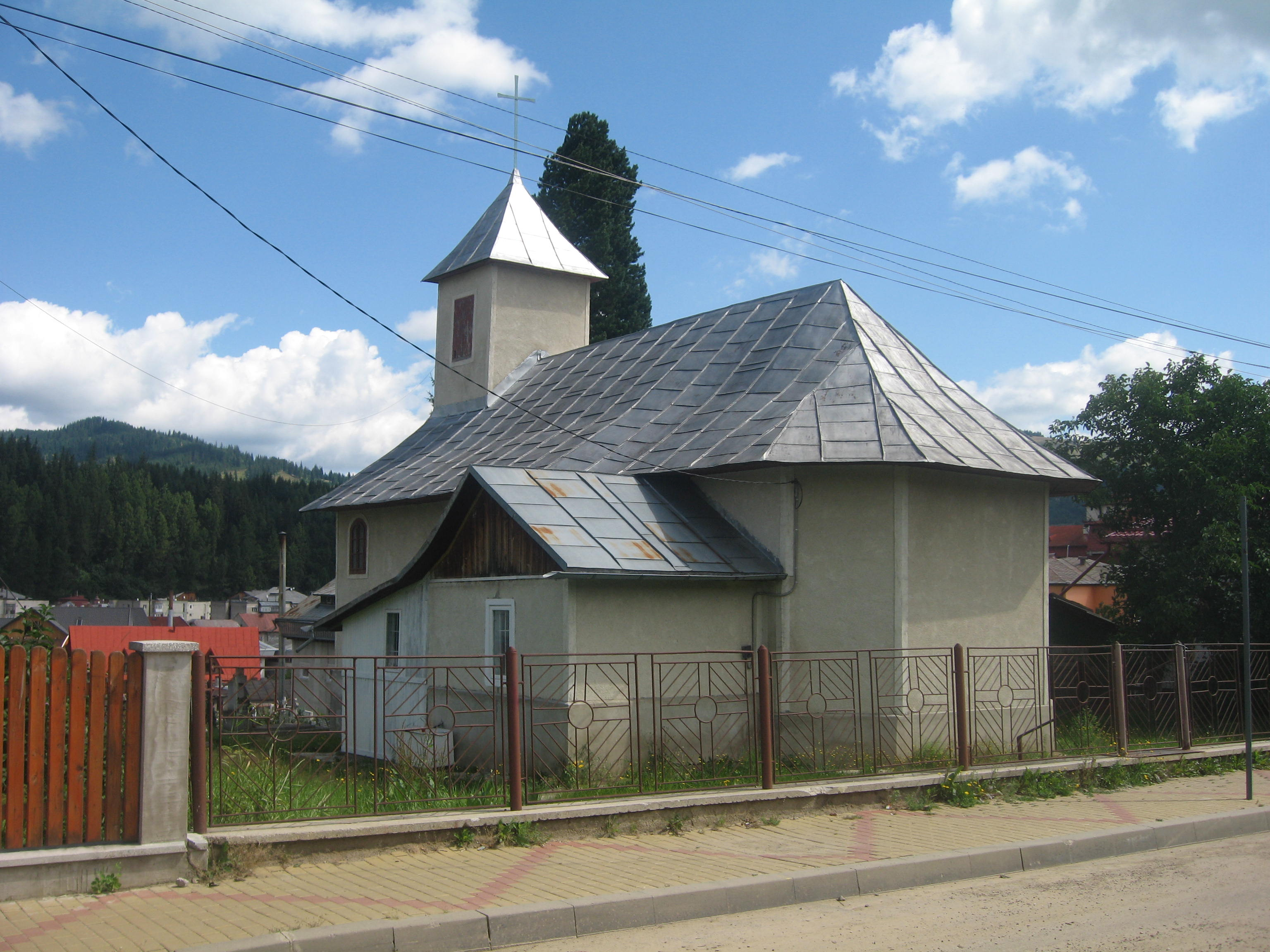
Capela din cimitir - vedere laterală
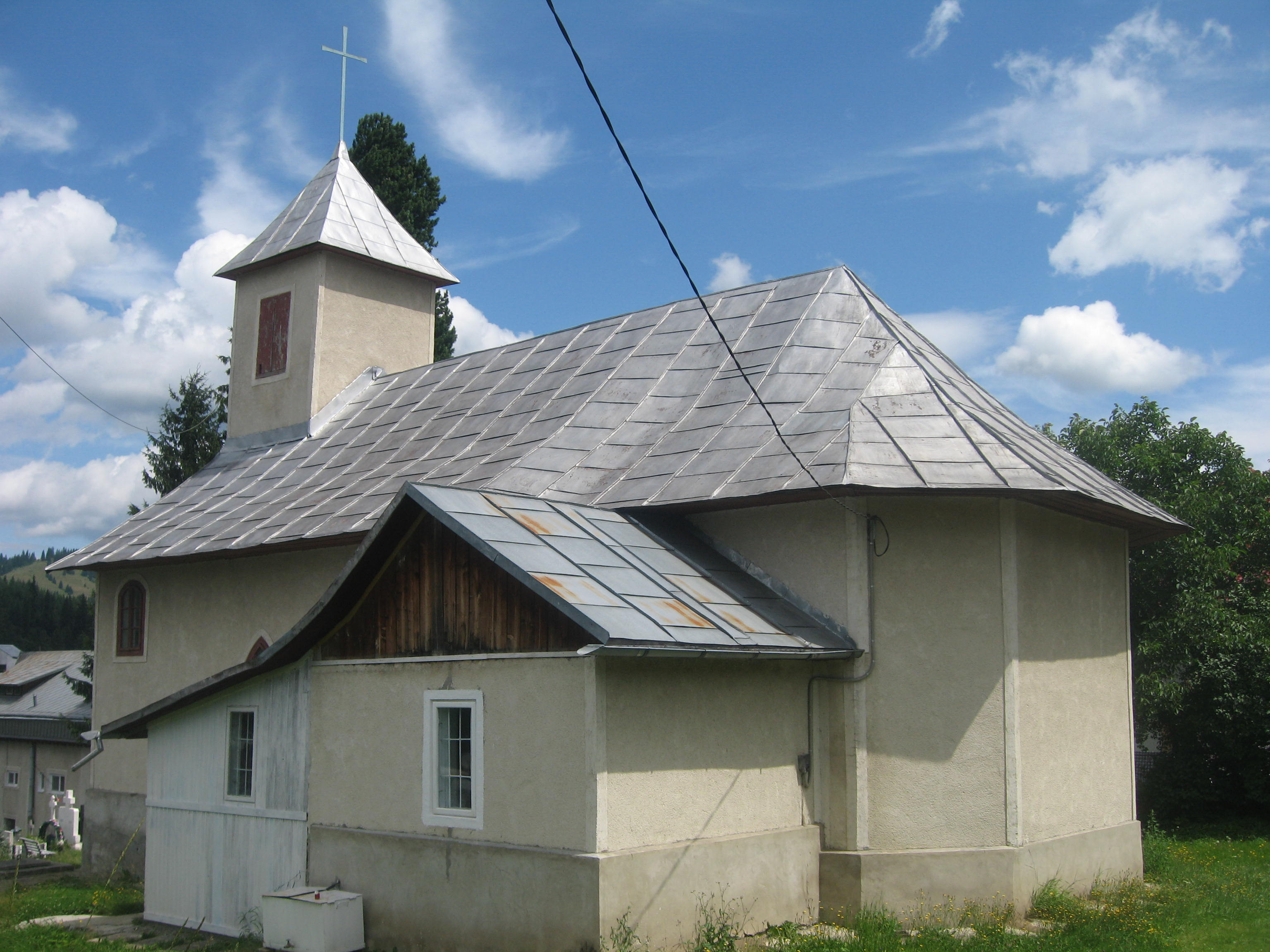
Capela din cimitir - vedere laterală